# Echoes, Silence, Patience and Grace
Vous lisez un « bon article » labellisé en 2017.
Albums de Foo Fighters
Skin and Bones
(2006) Greatest Hits
(2009)
Singles
1. The Pretender
Sortie : 21 août 2007
2. Long Road to Ruin
Sortie : 3 décembre 2007
3. Cheer Up, Boys (Your Make Up Is Running)
Sortie : 7 avril 2008
4. Let It Die
Sortie : 24 juin 2008

Echoes, Silence, Patience and Grace est le sixième album studio du groupe américain de rock alternatif Foo Fighters, sorti le 25 septembre 2007 sur le label RCA Records. Il se distingue des autres par la présence de titres acoustiques et d'importantes variations de nuances qui s'expliquent par la grande variété de styles utilisés sur les démos enregistrées préalablement par le groupe. C'est la deuxième collaboration du groupe avec le producteur Gil Norton, Dave Grohl souhaitant travailler avec lui pour tirer le meilleur parti de ses compositions et avoir un album musicalement différent des précédents. Grohl s'est attaché à écrire des chansons contenant des messages s’adressant aux auditeurs, avec des textes réfléchis et inspirés par la naissance de sa fille.
Globalement bien accueilli par la critique, l'album se classe premier des classements de ventes de plusieurs pays, dont le Royaume-Uni, le Canada et l'Australie et remporte de fait de nombreuses certifications, dont un disque de platine dans son pays d'origine et un double disque de platine au Royaume-Uni. Il remporte également le Grammy Award du meilleur album rock lors de la 50e cérémonie des Grammy Awards début 2008 et le Brit Award du « meilleur album international » la même année. Le premier single tiré de l'album, The Pretender, est récompensé du Grammy Award de la meilleure prestation hard rock. Dès sa sortie, Foo Fighters en fait sa promotion avec une tournée internationale d'une centaine de concerts qui s'achève début décembre 2008. Au cours de celle-ci, ils jouent à guichets fermés les 6 et 7 juin dans le stade de Wembley devant plus de 85 000 personnes et sont rejoints chaque soir sur scène par Jimmy Page et John Paul Jones (Led Zeppelin). Les deux soirées sont filmées pour créer le DVD Live at Wembley Stadium, sorti le 25 août 2008.

## Genèse

### Contexte
Foo Fighters est né à la suite du décès de Kurt Cobain — alors leader de Nirvana — par l'intention de Dave Grohl, batteur du groupe, d'exorciser par la musique la mort de son compère. Grohl enregistre alors le premier album seul en octobre 1994, avant d'être encouragé par Capitol Records — avec qui il vient de signer — et ses amis à fonder un nouveau groupe autour de ce projet. Nate Mendel et William Goldsmith (Sunny Day Real Estate) le rejoignent, ainsi que Pat Smear (qui accompagnait Nirvana pour les tournées). Ils produisent un an plus tard leur premier album studio tous ensemble, The Colour and the Shape, sur lequel ils sont rejoints par le batteur Taylor Hawkins, Grohl désirant se concentrer sur le chant. Goldsmith quitte la formation pendant l'enregistrement, mais cela n'empêche pas le disque, puis la tournée, d'être un succès, ce qui provoque le départ de Smear. Après un troisième album un peu moins bien accueilli, Chris Shiflett intègre le groupe lors de la tournée qui suit et devient le quatrième membre de Foo Fighters. Depuis, le quatuor enchaîne les succès avec One by One en 2002 et In Your Honor en 2005.
Lors de la tournée qui suit, Foo Fighters alterne les concerts électriques et acoustiques pour refléter cette dualité. L'album live Skin and Bones — qui sort à l'automne 2006 — met en avant cet aspect acoustique de la tournée lors de  laquelle Smear fait son retour. Lors d'une discussion avec Grohl, Clive Davis, le président de RCA Records, lui suggère qu'ils pourraient faire des concerts qui alternent ces deux styles. Le chanteur garde cette idée en tête quand il compose l'album suivant. Il affirme néanmoins que le groupe n'a « pas planifié que le nouvel album soit mi-rock et mi-acoustique » mais a sélectionné les chansons qui lui paraissent être les meilleures parmi un « vaste éventail de démos » allant du punk hardcore dans le genre de Nomeansno à la country façon Tom Petty.
Grohl a le sentiment que les chansons composées ont un fort potentiel et qu'au lieu de reproduire la même formule que pour les trois derniers albums, le groupe a besoin d'évoluer en dehors de sa « zone de confort » et que pour cela il lui faut quelqu'un qui les en fasse sortir. Il décide donc de travailler avec Gil Norton, qui a produit The Colour and the Shape et lui a enseigné l'importance du travail de préproduction et d'affinage des compositions en amont. Grohl estime que l'approche « peu conventionnelle » de Norton semble permettre de « tirer le meilleur du groupe » et qu'il va rendre l'album différent.
L'album est minutieusement préparé, Grohl commençant comme à l'accoutumée par enregistrer des démos avec Hawkins mais en essayant pour la première fois d'ajouter une partie vocale lors de ce premier stade de la composition. Les morceaux sont ensuite peaufinés avec Shiflett et Mendel. Grohl passe deux semaines avec Norton à discuter des arrangements, de l'harmonie et de la mélodie et à éliminer certaines démos, après quoi le groupe répète pendant quatre semaines, jouant « une chanson par jour de midi à minuit ». Hawkins affirme que le groupe a répété chacune des chansons une centaine de fois, testant différentes manières de les jouer, et que c'était la première fois depuis The Colour and the Shape que « Dave avait affaire à quelqu'un qui remettait en cause toutes ses idées ». Ce dernier déclare qu'un effort particulier est fait pour que « tout sonne de façon aussi naturelle que possible — comme sur les albums que nous avons écouté en grandissant », citant Neil Young et les Wings comme des influences majeures de l'album.

### Enregistrement et production
L'enregistrement de l'album commence en mars 2007 au studio 606, installé au sous-sol du domicile de Grohl en Virginie. Pendant que le groupe fait une pause de dix jours en avril, Grohl estime que l'album a besoin d'une chanson au tempo rapide supplémentaire et reprend la composition d'une chanson inachevée qui devient The Pretender. Les sessions d'enregistrement se terminent à la mi-juin et, pour la première fois, le groupe ne ressent pas le besoin de réenregistrer une seule chanson. Grohl affirme qu'il avait fait d'In Your Honor un double album car il pensait qu'alterner les chansons rock et acoustiques était « schizophrène » mais que Norton l'a aidé à enchaîner les pistes dans un ordre qui donne un sens à l'album.
L'album comporte le premier morceau entièrement instrumental du groupe, Ballad of the Beaconsfield Miners, que Grohl compose après avoir rencontré l'un des mineurs pris dans l'éboulement de la mine de Beaconsfield le 25 avril 2006 et qui a demandé aux sauveteurs de lui faire passer un iPod avec In Your Honor dessus pour passer le temps jusqu'à ce qu'ils puissent le secourir. Grohl, très touché par cette histoire, décide alors de lui dédier un morceau du prochain album du groupe. La version de l'album est jouée par Kaki King, à qui Grohl propose d'enregistrer ce titre alors qu'elle visite le studio 606. Il explique qu'il lui a « montré le morceau une fois et elle l'a joué dix fois mieux que je ne l'avais jamais fait ».

## Parution et accueil

### Sortie et promotion
Le premier single de l'album, The Pretender, est diffusé pour la première fois en intégralité le 3 août 2007 lors d'une émission sur les X Games diffusée sur la chaîne ESPN. Trois semaines plus tard, la chanson est disponible en téléchargement et entre à la 37e position du Billboard Hot 100, le classement de ventes des singles aux États-Unis, prenant également la 8e place de son équivalent britannique et la tête des Billboard Alternative Songs et Billboard Mainstream Rock Tracks. L'album sort le 25 septembre, les personnes l'ayant pré-commandé via iTunes bénéficiant d'un téléchargement gratuit de The Pretender, d'un accès à des billets en pré-vente sur Ticketmaster et d'une édition spéciale du CD contenant les chansons bonus Once and for All et Seda.
Le deuxième single, Long Road to Ruin, sort le 3 décembre. Le 7 avril 2008, Cheer Up, Boys (Your Make Up Is Running) sort en tant que single numérique au Royaume-Uni alors que, toujours en format numérique, Let It Die est mis à disposition le 24 juin pour les États-Unis. Les trois singles sortis en Amérique du Nord atteignent chacun la première place du Billboard Alternative Songs, faisant de Echoes, Silence, Patience and Grace le neuvième album à placer trois singles en tête de ce classement. The Pretender établit un nouveau record en y passant dix-huit semaines au sommet.

### Accueil critique
L'album reçoit des critiques généralement favorables, obtenant un score moyen de 71/100, sur la base de trente analyses collectées par le site agrégateur Metacritic.
Parmi les critiques favorables, Tom Sinclair, d'Entertainment Weekly, estime que si, à la première écoute, le groupe « semble ne rien faire d'extrêmement novateur », on réalise ensuite que « la tonalité d'ensemble est presque parfaite » et que, « comme les plus grands », Grohl « a trouvé un moyen de créer son propre archétype avec un sens instinctif de ce qui fait qu'une chanson devient formidable ». Pour Dave Simpson, du Guardian, c'est « l'album le plus accompli » du groupe, bénéficiant d'une « éblouissante production » de Gil Norton derrière laquelle se dissimule une « humanité à l'état brut ». David Fricke, de Rolling Stone, évoque une « anthologie de nouvelles chansons convaincantes » aux inspirations musicales variées où Dave Grohl, malgré « quelques cahots », a « finalement compris comment faire un album qui ne s'accorde pas de marge de sécurité ». Le site albumrock affirme que « le groupe semble avoir quelque peu remisé au placard ce côté FM bon enfant pour revenir à des compositions nettement plus travaillées » et qu'il s'agit de l'un « de leurs meilleurs albums » avec une « entrée en matière rapide » aux guitares « tranchantes à souhait » (The Pretender, Let It Die, Erase/Replace) et « quelques ballades bien inspirées » (Come Alive, Stranger Things Have Happened, Home) malgré « un ou deux titres mielleux à vomir » (Cheer Up, Boys (Your Make Up Is Running)). Et le New Musical Express, mettant particulièrement en avant les quatre premières pistes ainsi que Statues et Home, affirme que c'est « l'album le plus cohérent du groupe » avec « l'équilibre comme leitmotiv » et où seuls quelques titres (Stranger Things Have Happened, Summer's End) sont moins inspirés.
Plus mitigé, Kyle Anderson, de Spin, estime que l'album reste dans la moyenne d'« efficacité constante » de Dave Grohl, sans innovation mais avec suffisamment de chansons qui ressortent du lot (Summer's End, Long Road to Ruin, The Ballad of the Beaconsfield Miners) pour « maintenir l'album à flot ». Pour Stephen Thomas Erlewine, d'AllMusic, l'album alterne hard rock et ballades « sans jamais s'attarder trop longtemps d'un côté », le groupe l'ayant ordonné « avec jugeote ». Erlewine regrette néanmoins que les chansons au tempo rapide soient « un peu laborieuses » (en dehors de The Pretender) quand on les compare aux « charmantes mélodies » des chansons plus calmes (Summer's End, Statues). Et Robert Christgau évoque une « tentative sincère de retrouver l'esprit de The Colour and the Shape, triomphe datant de dix ans en arrière ».
Du côté des critiques négatives, Adam Moerder, de Pitchfork, évoque « une resucée » de The Colour and the Shape, comportant des chansons qui semblent « froides et détachées » et où « un quart de l'album succombe à la miévrerie ». Pour John Hanson, de Sputnikmusic, c'est un « album moyen » aux « compositions éculées » dont les points forts sont les chansons les plus énergiques (The Pretender, Cheer Up, Boys (Your Make Up Is Running), Long Road to Ruin) mais qui « faiblit vraiment » avec les ballades et est finalement « ennuyeux et sans inspiration ». Dom Passantino, de Drowned in Sound, affirme que le groupe « manque d'énergie » et qu'en dehors de quelques chansons (Let It Die, Come Alive) il n'arrive pas à retrouver l'esprit des années 1990. Et Josh Timmermann, de PopMatters, estime que « l'album n'est pas horrible mais simplement ennuyeux » comme si le groupe, qui a perdu tout le sens de l'humour de ses débuts, était en compétition pour « le prix de l'album qui se prend le plus au sérieux de l'année ».

### Succès commercial et distinctions
L'album entre dans le classement Billboard 200 à la troisième place, derrière Still Feels Good de Rascal Flatts et Just Like You de Keyshia Cole. Avec 168 000 copies vendues la première semaine aux États-Unis, il se vend presque deux fois moins bien que son prédécesseur In Your Honor qui avait atteint les 310 000 ventes à sa sortie. Il se place malgré tout en tête des ventes en Australie, au Canada, en Flandre, en Nouvelle-Zélande et au Royaume-Uni. Il est également dans le trio des classements de plusieurs autres pays européens (Allemagne, Irlande, Norvège et Suisse), mais n'obtient qu'une vingt-quatrième position en France.
Avec plus de 915 000 exemplaires vendus aux États-Unis fin 2011, l'album y est certifié disque de platine depuis octobre 2017,. Il est également double disque de platine en Australie, en Nouvelle-Zélande et au Royaume-Uni, où il dépasse ainsi les 600 000 ventes ; disque de platine au Canada et en Irlande et disque d'or en Allemagne, en Autriche et en Belgique.
Lors de la 50e cérémonie des Grammy Awards début février 2008, l'album est nommé dans la catégorie du meilleur album de l'année et remporte celle du meilleur album rock. Le single The Pretender remporte lors de la même cérémonie le prix de la meilleure prestation hard rock et est également nommé dans les catégories de l'enregistrement de l'année et de la meilleure chanson rock. Lors des Brit Awards 2008, l'album est récompensé par le prix du « meilleur album international ». Il apparaît respectivement en 12e et 45e place du classement des « 50 meilleurs albums de l'année 2007 » des magazines Q et Rolling Stone.

### Classements et certifications
| Classement musical                 | Meilleure position |
| ---------------------------------- | ------------------ |
| Allemagne (Media Control AG)       | 3                  |
| Australie (ARIA)                   | 1                  |
| Autriche (Ö3 Austria Top 40)       | 4                  |
| Belgique (Flandre Ultratop)        | 1                  |
| Belgique (Wallonie Ultratop)       | 14                 |
| Canada (Canadian Albums)           | 1                  |
| Danemark (Tracklisten)             | 11                 |
| Espagne (Promusicae)               | 43                 |
| États-Unis (Billboard 200)         | 3                  |
| États-Unis (Alternative Albums)    | 1                  |
| États-Unis (Hard Rock Albums)      | 1                  |
| États-Unis (Top Rock Albums)       | 1                  |
| Finlande (Suomen virallinen lista) | 7                  |
| France (SNEP)                      | 24                 |
| Hongrie (Mahasz)                   | 33                 |
| Irlande (IRMA)                     | 2                  |
| Italie (FIMI)                      | 15                 |
| Japon (Oricon)                     | 6                  |
| Mexique (AMPROFON)                 | 50                 |
| Norvège (VG-lista)                 | 3                  |
| Nouvelle-Zélande (RIANZ)           | 1                  |
| Pays-Bas (Mega Album Top 100)      | 6                  |
| Pologne (ZPAV)                     | 40                 |
| Portugal (AFP)                     | 18                 |
| Tchéquie (IFPI)                    | 26                 |
| Royaume-Uni (UK Albums Chart)      | 1                  |
| Royaume-Uni (Rock & Metal Albums)  | 1                  |
| Suède (Sverigetopplistan)          | 9                  |
| Suisse (Schweizer Hitparade)       | 2                  |

| Pays                     | Ventes      | Certifications |
| ------------------------ | ----------- | -------------- |
| Allemagne (BVMI)         | 100 000 +   | Or             |
| Australie (ARIA)         | 140 000 +   | 2 × Platine    |
| Autriche (IFPI Autriche) | 10 000 +    | Or             |
| Belgique (BEA)           | 15 000 +    | Or             |
| Canada (Music Canada)    | 100 000 +   | Platine        |
| Danemark (IFPI Danemark) | 30 000 +    | Platine        |
| États-Unis (RIAA)        | 1 000 000 + | Platine        |
| Irlande (IRMA)           | 15 000 +    | Platine        |
| Nouvelle-Zélande (RMNZ)  | 30 000 +    | 2 × Platine    |
| Royaume-Uni (BPI)        | 600 000 +   | 2 × Platine    |

### Tournées

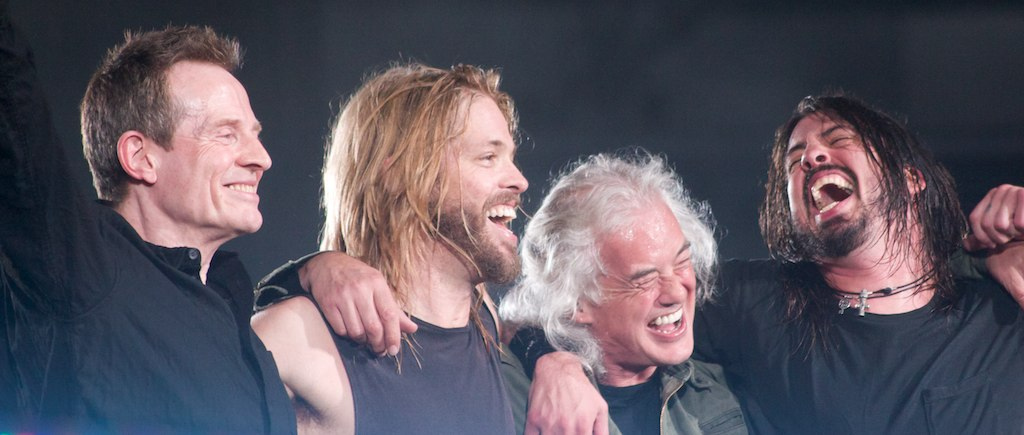
(de g. à d.) John Paul Jones, Taylor Hawkins, Jimmy Page et Dave Grohl à la fin du concert donné à Wembley le 7 juin 2008.

Foo Fighters commence sa tournée mondiale promotionnelle simplement intitulée Echoes, Silence, Patience and Grace Tour par quelques concerts donnés au Royaume-Uni durant l'été 2007. Ils poursuivent début septembre aux États-Unis, avec un passage aux MTV Video Music Awards 2007 pendant lesquels ils jouent notamment leur nouveau single The Pretender. Fin octobre, le groupe s'envole pour l'Europe et l'Allemagne pour deux concerts, avant d'ouvrir les MTV Europe Music Awards 2007 à Munich, où ils sont aussi nommés dans deux catégories (Video Star et Headliner). Ils reviennent ensuite au Royaume-Uni pour une série de concerts s'achevant les 17 et 18 novembre à l'O2 Arena de Londres. En plus de Pat Smear, qui a officiellement annoncé son retour, Rami Jaffee, Jessy Greene et Drew Hester accompagnent le désormais quintette pour interpréter en live les chansons les plus complexes telles que Come Alive, alors que les arrangements d'autres chansons sont simplifiés.
Le groupe commence l'année 2008 avec la célébration du trente-neuvième anniversaire de Grohl au Troubadour, à Hollywood, lors de l'émission matinale du 14 janvier de la radio KROQ en compagnie de quelques fans. Ils se lancent alors dans une tournée nord-américaine jusque fin mars, avant de s'envoler pour deux dates au Japon : à Chiba et à Osaka mi-avril. Foo Fighters poursuit son tour du monde en Australie et en Nouvelle-Zélande avec six dates entre fin avril et début mai. Après un mois de pause, la formation fait son retour en Europe devant 57 000 personnes au City of Manchester Stadium de Manchester le 2 juin, précédant les deux concerts joués à guichets fermés à Wembley les 6 et 7. Devant plus de 85 000 personnes chaque soir et en présence de Jimmy Page et John Paul Jones de Led Zeppelin pour jouer Rock and Roll et Ramble On,, les deux soirées sont filmées pour le DVD Live at Wembley Stadium, qui sort le 25 août.
Foo Fighters se produit ensuite dans plusieurs festivals européens comme le Hurricane Festival ou le Southside Festival,, avant de revenir aux États-Unis pour une tournée estivale, avec un passage au Virgin Festival le 9 août à Baltimore et la célébration du cent-cinquième anniversaire d'Harley-Davidson le 29 à Milwaukee,. L'Echoes, Silence, Patience and Grace Tour s'achève le 3 décembre à Los Angeles pour le Grammy Nominations Concert, après une quinzaine de mois et plus de cent trente concerts donnés en Amérique du Nord, en Europe, en Océanie et au Japon.

## Caractéristiques artistiques

### Thèmes et compositions
L'album offre un mélange de chansons électriques et acoustiques, Dave Grohl estimant que le groupe a désormais acquis suffisamment de maturité pour « être à l'aise avec tous les genres de musique » au lieu de se focaliser sur des chansons rock conventionnelles. Il ajoute qu'avec cet album le groupe a « vaincu ses doutes, offrant une image d'eux-mêmes qu'ils dissimulaient probablement par le passé ». Grohl explique aussi que l'idée générale était de franchir un cap et de réaliser leur propre Odessey and Oracle, l'album qu'il a le plus écouté durant l'écriture et l'enregistrement, et qu'il « avait toujours rêvé de faire un mélange entre Steely Dan et Nomeansno ».
Grohl s'applique particulièrement à travailler les mélodies, même sur les chansons les plus énergiques comme The Pretender, Let It Die ou Erase/Replace. Il choisit de placer Cheer Up, Boys (Your Make Up Is Running) au milieu de l'album, où sont situés plusieurs morceaux à l'ambiance sombre, afin que cette chanson qu'il décrit comme « la plus gaie » de tout l'album lui donne un équilibre et soit comme un « petit rayon de soleil au milieu de la grisaille ». Les paroles de Let It Die expriment un « sentiment d'impuissance lors de la disparition de quelqu'un » et font référence à la relation entre Kurt Cobain et Courtney Love, Grohl exprimant dans la chanson son ressentiment envers cette dernière. Grohl décrit aussi Home, ballade où il joue du piano et dernière piste de l'album, comme « la meilleure chanson qu'il ait jamais écrite ».
Les chansons de l'album se distinguent par leurs importants changements de nuances, qui peuvent intervenir très rapidement comme sur Let It Die ou Erase/Replace, et des références musicales aux groupes de soft rock des années 1970 tels que les Wings, les Eagles et Bread. Taylor Hawkins affirme que le groupe « voulait être sûr que tout soit bien fichu sur l'album, que chaque instrument commence quelque part pour se retrouver ailleurs en cours de chanson ». Le batteur du groupe attribue cela à la tournée acoustique d'In Your Honor pendant laquelle la formation s'est débarrassée de sa peur de mélanger parties calmes et énergiques. Grohl ajoute que le groupe a fait tout ce qu'il a pu pour amplifier les différents éléments apportés aux chansons et qu'il ne s'était fixé aucune limite à ne pas dépasser. L'ingénieur du son Rich Costey explique que son travail, conserver la puissance des guitares tout en ménageant un espace pour des instruments comme les cordes, a été particulièrement difficile sur cet album étant donné la grande variété acoustique de l'album.
Dave Grohl décide sur cet album d'accorder plus d'importance aux paroles et d'établir « un lien avec le public » étant donné que parmi les nombreuses compositions que le groupe a réalisé avant l'enregistrement, « celles qui se démarquent sont celles qui ont quelque chose à dire ». Pendant la phase d'écriture, Grohl affirme qu'il s'est enfermé dans le studio pour écrire 14 heures par jour. La plupart des chansons abordent les thèmes de la naissance, de la vie et de la mort, Grohl estimant que c'est lié à la naissance de sa fille Violet : avoir un enfant ayant « entièrement changé sa vision du monde ». Il tente d'y exprimer une plus large part de ses sentiments avec une sensibilité nouvelle, comme dans Stranger Things Have Happened, que Taylor Hawkins avait du mal à écouter car « en tant qu'un de ses meilleurs amis, la dernière chose que je souhaite faire est de lire une lettre d'amour adressée à sa femme ou à qui que ce soit d'autre ».

### Titre et pochette
Le titre de l'album provient des paroles de la dernière chanson, Home. Dave Grohl explique qu'il a beaucoup réfléchi pour trouver un titre convenant à la diversité musicale de l'album, envisageant même celui de The One with That Song on It (« Celui avec cette chanson dessus »), et s'être arrêté sur ce vers en passant en revue les paroles des chansons car « c'est un beau titre qui peut donner lieu à diverses interprétations et que l'album est beau dans sa diversité, sa mélodie et sa musicalité - il passe de délicats moments acoustiques au son le plus lourd que nous avons jamais produit ».
La pochette, réalisée par le studio graphique Invisible Creature, représente une combinaison entre une torpille et un tube électronique d'amplificateur pour guitare électrique. Cette juxtaposition entre une arme et un « objet qui n'est pas associé à la guerre ou à la violence » se retrouve dans les autres illustrations du livret, où figurent des juxtapositions similaires afin de « refléter la tonalité de l'album sur la vie et la mortalité ».

## Fiche technique

### Liste des chansons
Toutes les chansons sont écrites et composées par Dave Grohl, Taylor Hawkins, Chris Shiflett et Nate Mendel.
| No  | Titre                                    | Durée |
| --- | ---------------------------------------- | ----- |
| 1.  | The Pretender                            | 4:29  |
| 2.  | Let It Die                               | 4:05  |
| 3.  | Erase/Replace                            | 4:13  |
| 4.  | Long Road to Ruin                        | 3:44  |
| 5.  | Come Alive                               | 5:10  |
| 6.  | Stranger Things Have Happened            | 5:21  |
| 7.  | Cheer Up, Boys (Your Make Up Is Running) | 3:41  |
| 8.  | Summer's End                             | 4:37  |
| 9.  | Ballad of the Beaconsfield Miners        | 2:32  |
| 10. | Statues                                  | 3:47  |
| 11. | But, Honestly                            | 4:35  |
| 12. | Home                                     | 4:52  |

### Crédits
| Foo Fighters - Dave Grohl : chant, guitare rythmique, piano sur Summer's End, Statues et Home - Taylor Hawkins : batterie, chœurs sur Erase/Replace, Cheer Up, Boys (Your Make Up Is Running) et But, Honestly, piano sur Summer's End - Nate Mendel : basse - Chris Shiflett : guitare solo Musiciens additionnels - Drew Hester : percussions sur Let It Die, Long Road to Ruin, Come Alive, Cheer Up, Boys (Your Make Up Is Running) et Summer's End - Rami Jaffee : claviers sur Let It Die, Erase/Replace, Long Road to Ruin, Come Alive et But, Honestly, accordéon sur Statues - Brantley Kearns Jr. : fiddle sur Statues - Kaki King : guitare rythmique sur Ballad of the Beaconsfield Miners - Pat Smear : guitare rythmique sur Let It Die - The Section Quartet : cordes | - Gil Norton : producteur - Adrian Bushby : ingénieur du son - John Lousteau : assistant ingénieur - Rich Costey : mixage - Claudius Mittendorfer : assistant mixage - Brian Gardner : matriçage - Don Clark : directeur artistique et design |

### Ouvrage
- (en) Jeff Apter, The Dave Grohl Story, Omnibus Press, 1er décembre 2007, 288 p. (ISBN 1846097622 et 978-1846097621)

1. ↑  Apter 2007, p. 176-180
2. ↑  Apter 2007, p. 244

### Articles de presse
1. 1 2 3 4 5  (en) « This Is Our Best Record In Years », Kerrang!,‎ août 2007 (lire en ligne)
2. 1 2 3  (en) « The Best Of Foo », Rhythm,‎ novembre 2007
3. 1 2 3  (en) « Ten Years With Foo Fighters And We Still Want To Know. Who Is Taylor Hawkins? », Drum!,‎ décembre 2007 (lire en ligne)
4. 1 2 3 4 5 6  (en) Larry Cohen, « Rock Steady », Billboard,‎ 18 août 2007, p. 24-26 (lire en ligne)
5. 1 2 3 4 5 6 7  (en) « Inside The Lives Of One Of Rock's Biggest Bands », Total Guitar,‎ janvier 2008
6. ↑  (en) « The Billboard Review Singles: Let It Die », Billboard,‎ 24 mai 2008, p. 62
7. ↑  (en) « Pop/Rock Charts », Billboard,‎ 2 août 2008, p. 44
8. ↑  (en) « Josh Groban Ties Elvis Presley », Billboard,‎ 7 décembre 2007
9. ↑  (en) « What We Do Isn't Changing The World! », Kerrang!,‎ septembre 2007
10. 1 2  (en) « Let There Be Foo », Clash,‎ septembre 2007 (lire en ligne)

### Autres sources
1. 1 2 3 4 5   [vidéo][documentary] « Back and Forth »James Moll, 2011, RCA
2. ↑  (en) Austin Scaggs, « Foos Reclaim Their Honor », Rolling Stone, 29 avril 2005 (version du 20 juin 2008 sur Internet Archive)
3. ↑  (en) James Montgomery, « Foo Fighters' 'Pretender' Had To Hustle To Be A Contender: Behind The Grammys », sur mtv.com, 7 février 2008 (consulté le 14 mai 2013)
4. ↑  (en) John Kennedy, « Foo Fighters On 'Echoes, Silence, Patience & Grace », sur xfm.co.uk, 26 septembre 2007 (consulté le 14 mai 2013)
5. ↑  (en) « Foo Fighters », sur billboard.com (consulté le 20 décembre 2014)
6. ↑  (en) « Foo Fighters Try To Silence Will.I.Am », sur officialcharts.com (consulté le 20 décembre 2014)
7. ↑  (en) « Foo Fighters - Chart history », sur billboard.com (consulté le 20 décembre 2014)
8. ↑  (en) « Foo Fighters - Chart history », sur billboard.com (consulté le 20 décembre 2014)
9. ↑  (en) Kurt Orzeck, « Foo Fighters Try To Silence Will.I.Am », sur mtv.com, 25 septembre 2007 (consulté le 15 mai 2013)
10. ↑  (en) « Long Road to Ruin (physical) », sur columbia.co.uk (consulté le 15 mai 2013)
11. ↑  (en) « Cheer Up Boys.. (Download) », sur columbia.co.uk (consulté le 15 mai 2013)
12. 1 2  (en) « Echoes, Silence, Patience and Grace », Metacritic (consulté le 21 mai 2013)
13. 1 2  « Foo Fighters - Echoes, Silence, Patience and Grace », sur albumrock.net, 27 septembre 2007 (consulté le 21 mai 2013)
14. 1 2  (en) Stephen Thomas Erlewine, « Echoes, Silence, Patience & Grace Review », AllMusic (consulté le 21 mai 2013)
15. 1 2  (en) Robert Christgau, « Robert Christgau: CG: Foo Fighters », sur robertchristgau.com (consulté le 21 mai 2013)
16. 1 2  (en) Dom Passantino, « Foo Fighters - Echoes, Silence, Patience & Grace », Drowned in Sound, 28 septembre 2007 (consulté le 21 mai 2013)
17. 1 2  (en) Tom Sinclair, « Echoes, Silence, Patience and Grace Music Review », Entertainment Weekly, 1er octobre 2007 (consulté le 21 mai 2013)
18. 1 2  (en) Dave Simpson, « Foo Fighters - Echoes, Silence, Patience & Grace », The Guardian, 21 septembre 2007 (consulté le 21 mai 2013)
19. 1 2  (en) « Foo Fighters - Echoes, Silence, Patience & Grace », New Musical Express, 21 septembre 2007 (consulté le 21 mai 2013)
20. 1 2  (en) Adam Moerder, « Foo Fighters - Echoes, Silence, Patience and Grace », Pitchfork, 26 septembre 2007 (consulté le 21 mai 2013)
21. 1 2  (en) Josh Timmermann, « Foo Fighters: Echoes, Silence, Patience and Grace », PopMatters, 24 septembre 2007 (consulté le 21 mai 2013)
22. 1 2  (en) David Fricke, « Echoes, Silence, Patience and Grace », Rolling Stone, 4 octobre 2007 (version du 11 octobre 2007 sur Internet Archive)
23. 1 2  (en) Kyle Anderson, « Foo Fighters - Echoes, Silence, Patience and Grace », Spin, 6 septembre 2007 (consulté le 21 mai 2013)
24. 1 2  (en) John Hanson, « Foo Fighters - Echoes, Silence, Patience and Grace », Sputnikmusic, 17 septembre 2007 (consulté le 21 mai 2013)
25. ↑  (en) Katie Hasty, « Rascal Flatts Races To No. 1 In Debut-Heavy Week », Billboard, 3 octobre 2007 (consulté le 15 mai 2013)
26. 1 2  (en) Australian-charts.com – Foo Fighters – Echoes, Silence, Patience & Grace. ARIA Top 50 album. Hung Medien.
27. 1 2  (en) Foo Fighters - Chart history – Billboard. Canadian Albums Chart. Prometheus Global Media.
28. 1 2  (nl) Ultratop.be – Foo Fighters – Echoes, Silence, Patience & Grace. Ultratop 200 albums. Ultratop et Hung Medien / hitparade.ch.
29. 1 2  (en) Charts.org.nz – Foo Fighters – Echoes, Silence, Patience & Grace. RIANZ. Hung Medien.
30. 1 2  (en) Official Albums Chart Top 100. UK Albums Chart. The Official Charts Company.
31. 1 2  (de) Charts.de – Foo Fighters – Echoes, Silence, Patience & Grace. GfK Entertainment. PhonoNet GmbH.
32. 1 2  (en) GfK Chart-Track. Irish Albums Chart. Irish Recorded Music Association.
33. 1 2  (en) Norwegiancharts.com – Foo Fighters – Echoes, Silence, Patience & Grace. VG-lista. Hung Medien.
34. 1 2  (en) Swisscharts.com – Foo Fighters – Echoes, Silence, Patience & Grace. Schweizer Hitparade. Hung Medien.
35. 1 2  Lescharts.com – Foo Fighters – Echoes, Silence, Patience & Grace. SNEP. Hung Medien.
36. ↑  (en) Kim Hughes, « Foo Fighters surpass 10 million sales mark (so yeah, they’re loaded) », sur inmusic.ca (consulté le 4 décembre 2009)
37. ↑  (en) Keith Caulfield, « Foo Fighters Flying Towards First No. 1 Album », Billboard, 14 avril 2011 (consulté le 15 mai 2013)
38. 1 2  (en) « Searchable Database - Foo Fighters », RIAA (consulté le 13 mai 2013)
39. 1 2  (en) « ARIA Charts - Accreditations - 2008 Albums », ARIA (consulté le 13 mai 2013)
40. 1 2  (en) « Chart 1617 - 19 mai 2008 », sur rianz.org.nz (consulté le 13 mai 2013)
41. 1 2  (en) « Certified Awards Search - Foo Fighters », BPI (consulté le 13 mai 2013)
42. 1 2  (en) « Gold Platinum Database - Foo Fighters », sur musiccanada.com (consulté le 13 mai 2013)
43. 1 2  (en) « 2007 Certification Awards Platinum », sur irishcharts.ie (consulté le 13 mai 2013)
44. 1 2  (de) « Gold-/Platin-Datenbank - Foo Fighters », sur musikindustrie.de (consulté le 13 mai 2013)
45. 1 2  (de) « Gold & Platin - Foo Fighters », sur ifpi.at (consulté le 13 mai 2013)
46. 1 2  (en) « Gold and Platinum Certifications Albums 2007 », sur ultratop.be (consulté le 13 mai 2013)
47. ↑  (en) « Grammy 2008 Winners List », sur mtv.com (consulté le 16 mai 2013)
48. ↑  (en) « Foo Fighters win BRITs 2012 International Group award », sur brits.co.uk (consulté le 16 mai 2013)
49. ↑  (en) « The 50 Best Albums », Q (consulté le 16 mai 2013)
50. ↑  (en) « The Top 50 Albums of 2007 », Rolling Stone (version du 15 avril 2009 sur Internet Archive)
51. ↑  (de) Austriancharts.at – Foo Fighters – Echoes, Silence, Patience & Grace. Ö3 Austria Top 40. Hung Medien.
52. ↑  Ultratop.be – Foo Fighters – Echoes, Silence, Patience & Grace. Ultratop 200 albums. Ultratop et Hung Medien / hitparade.ch.
53. ↑  (da) Danishcharts.com – Foo Fighters – Echoes, Silence, Patience & Grace. Tracklisten. Hung Medien.
54. ↑  (en) Spanishcharts.com – Foo Fighters – Echoes, Silence, Patience & Grace. Top 100 álbumes. Hung Medien.
55. ↑  (en) Foo Fighters - Chart history – Billboard. Billboard 200. Prometheus Global Media.
56. ↑  « Foo Fighters Chart History Alternative Albums », Billboard (consulté le 12 juillet 2021)
57. ↑  « Foo Fighters Chart History Hard Rock Albums », Billboard (consulté le 12 juillet 2021)
58. ↑  « Foo Fighters Chart History Top Rock Albums », Billboard (consulté le 12 juillet 2021)
59. ↑  (fi) Finnishcharts.com – Foo Fighters – Echoes, Silence, Patience & Grace. Suomen virallinen lista. Hung Medien.
60. ↑  (hu) [zene.slagerlistak.hu/top-40-album-dvd-es-valogataslemez-lista/2007/40 Top 40 album-, DVD- és válogatáslemez-lista – 2007. 40. hét]. Mahasz. Magyar Hanglemezkiadók Szövetsége.
61. ↑  (en) Italiancharts.com – Foo Fighters – Echoes, Silence, Patience & Grace. FIMI. Hung Medien.
62. ↑  (ja) « 今週の注目ランキングトピックス一覧！ », Oricon (consulté le 13 mai 2013)
63. ↑  (en) Mexicancharts.com – Foo Fighters – Echoes, Silence, Patience & Grace. AMPROFON. Hung Medien.
64. ↑  (nl) Dutchcharts.nl – Foo Fighters – Echoes, Silence, Patience & Grace. Mega Album Top 100. Hung Medien.
65. ↑  (pl) Oficjalna lista sprzedaży. OLIS. ZPAV.
66. ↑  (en) Portuguesecharts.com – Foo Fighters – Echoes, Silence, Patience & Grace. AFP. Hung Medien.
67. ↑  (cs) ČNS IFPI. Note: Insérer annéesemaine dans la liste déroulante. Hitparáda – Albums Top100 Oficiální. IFPI Czech Republic.
68. ↑  (en) Archive Chart. Rock & Metal Albums. The Official Charts Company.
69. ↑  (en) Swedishcharts.com – Foo Fighters – Echoes, Silence, Patience & Grace. Sverigetopplistan. Hung Medien.
70. ↑  (da) « Certificeringer », sur ifpi.dk (consulté le 22 juin 2016)
71. ↑  (en) « 2007 MTV Video Music Awards », sur mtv.com (consulté le 15 décembre 2014)
72. ↑  (en) « 2007 MTV Europe Music Awards », sur mtv.com (consulté le 15 décembre 2014)
73. ↑  (en) « Foo Fighters announce UK arena tour », sur nme.com (consulté le 15 décembre 2014)
74. ↑  (en) « Foo Fighters to play intimate LA breakfast », sur nme.com (consulté le 15 décembre 2014)
75. ↑  (en) « Foo Fighters announce Madison Square Garden show », sur nme.com (consulté le 15 décembre 2014)
76. ↑  (en) « Foo Fighters ‹ Japan Today: Japan News and Discussion », sur japantoday.com (consulté le 15 décembre 2014)
77. ↑  (en) « Foo Fighters announce Australian tour for May 2008 », sur fasterlouder.com (consulté le 15 décembre 2014)
78. ↑  (en) « Foo Fighters to play Manchester stadium », sur nme.com (consulté le 15 décembre 2014)
79. ↑  (en) « Foo Fighters play 'biggest ever show' at Wembley Stadium », sur nme.com (consulté le 15 décembre 2014)
80. ↑  (en) « Led Zeppelin reunite at Foo Fighters show », sur nme.com (consulté le 15 décembre 2014)
81. ↑  (en) Jonathan Cohen, « Billboard Bits: My Morning Jacket, Merge, Foo Fighters », Billboard (consulté le 15 mai 2013)
82. ↑  (de) « Hurricane Festival 2008 - Termin, Infos, Tickets und Bands », sur festivalhopper.de (consulté le 16 décembre 2014)
83. ↑  (de) « Southside Festival 2008 - Termin, Infos, Tickets und Bands », sur festivalhopper.de (consulté le 16 décembre 2014)
84. ↑  (en) « Foo Fighters announce US summer tour », sur nme.com (consulté le 16 décembre 2014)
85. ↑  (en) « Kanye West, Foo Fighters Headline Baltimore's Virgin Fest », sur spin.com (consulté le 16 décembre 2014)
86. ↑  (en) « Foo Fighters set to play Harley-Davidson anniversary », sur nme.com (consulté le 16 décembre 2014)
87. ↑  (en) « 2008 Grammy Nods », sur cbsnews.com (consulté le 16 décembre 2014)
88. ↑  (en) « Foo Fighters 2007 & 2008 », sur setlist.fm (consulté le 15 mai 2013)
89. 1 2  (en) Jonathan Cohen, « Foo Fighters Let It Rip On Sixth Album », Billboard, 6 juillet 2007 (version du 3 avril 2013 sur Internet Archive)
90. ↑  (en) James Montgomery, « Dave Grohl May Be Fond Of String Quartets, But Foo Fighters Haven't Gone Soft », sur mtv.com, 27 juillet 2007 (consulté le 16 mai 2013)
91. ↑  (en) « Dave Grohl finally opens up about Courtney Love », New Musical Express, 17 septembre 2007 (consulté le 16 mai 2013)
92. ↑  (en) Steve Almond, « The Tao of Foo », Spin, 22 octobre 2007 (consulté le 16 mai 2013)
93. ↑  (en) Paul Tingen, « Secrets Of The Mix Engineers: Rich Costey », sur soundonsound.com (consulté le 16 mai 2013)
94. ↑  (en) Peter Murphy, « Life, death and rock 'n' Grohl », Hot Press, 10 octobre 2007 (consulté le 19 mai 2013)
95. ↑  (en) « Foo Fighters: Echoes, Silence, Patience & Grace », sur sleevage.com (consulté le 15 mai 2013)